# NGC 1028
NGC 1028 è una galassia a spirale barrata situata nella costellazione dell'Ariete, a una distanza di circa 402 milioni di anni luce dalla nostra Via Lattea.

## Scoperta

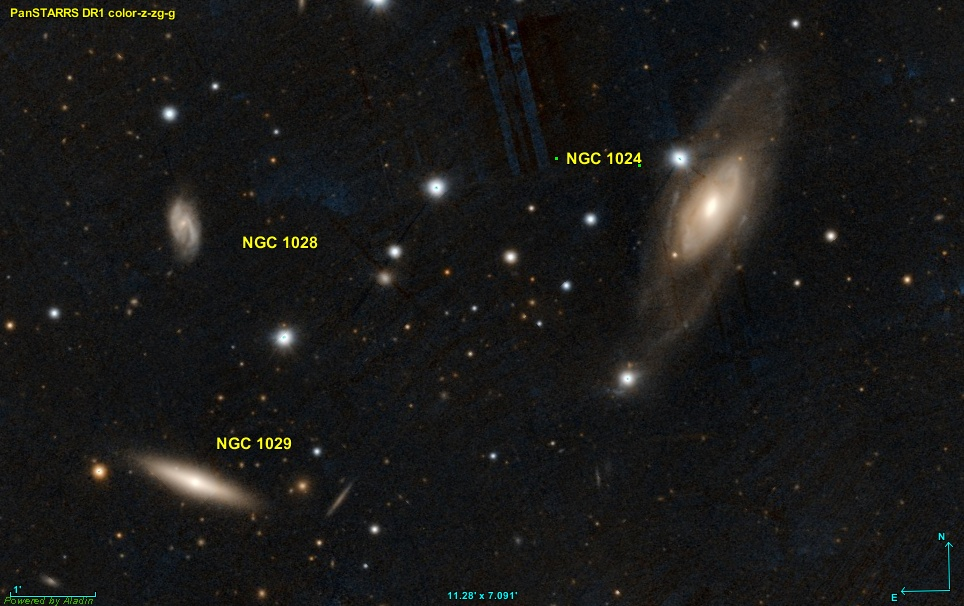
NGC 1024, NGC 1028 e NGC 1029 nelle immagini Pan-STARRS

La galassia è stata scoperta il 1 ottobre 1864 dall'astronomo tedesco Albert Marth.

## Descrizione
NGC 1028 presenta una larga riga a 21 cm dell'idrogeno neutro.

## Supernova
Il 20 gennaio 2009, all'interno di NGC 1028 è stata scoperta la supernova SN 2009M dall'astronomo amatoriale britannico Ron Arbour. Non è stato possibile determinare a quale tipologia appartenesse la supernova.